# Дворец правительственной комиссии и казначейства (Варшава)
Дворец правительственной комиссии и казначейства (пол. Pałac Komisji Rządowej Przychodu i Skarbu w Warszawie) — дворец в Варшаве.
Ныне — резиденция президентов Варшавы и столичная мэрия. Расположен по адресу: площадь Банковая, 3/5, Варшава.

## История
Построен в начале XVII века, бывший дворец Лещинских, Потоцких и Зелинских, который в 1823-1825 был полностью перестроен в классическом стиле архитектором Антонио Корацци для комиссии доходов и казначейства правительства Царства Польского Российской империи. В 1829—1831 в нëм работал Ю. Словацкий.
Восстановлен в начале двадцатых годов XX века Марианом Лялевичем.
Во время Второй мировой войны дворец был разрушен в результате немецкой бомбардировки (1939).
Восстановлен после войны по проекту архитектора П. Беганьского.